# Tabanus siebersi
Tabanus siebersi är en tvåvingeart som beskrevs av Schuurmans Stekhoven 1928. Tabanus siebersi ingår i släktet Tabanus och familjen bromsar. Inga underarter finns listade i Catalogue of Life.